# دوکاتیچوو
دوکاتیچوو (به بلغاری: Dokatichevo) روستایی در بلغارستان است که در استان بلاگووگراد واقع شده‌است.